# سیارک ۵۰۴۵
سیارک ۵۰۴۵ (به انگلیسی: 5045 Hoyin، نامگذاری:1978UL2) پنج هزار و چهل و پنجمین سیارک کشف شده‌است که در ۲۹ اکتبر ۱۹۷۸ کشف شد.
قدر مطلق سیارک برابر ۳۸.۹ است.